# RefWorks
RefWorks（レフワークス）はウェブアプリケーションのひとつで、商用の引用管理ソフトウェアのパッケージである。製作のEx_Libris（エクスリブリス）の親会社はProQuest（プロクエスト）という。2001年創業時の商号はRefWorks LLC、ソフトウェアの開発と顧客サービスをEarl B. Beutlerに委託し、販売会社は当初の旧称Cambridge Scientific Abstracts（ケンブリッジ・サイエンティフィック・アブストラクツ、2002年-2008年）から買収によりProQuestに移った。

## 機能と特徴
個人ライセンスのほか、大学が機関ライセンスを取得すると、学生と教職員全員がRefWorksを利用でき、参考文献データベースをオンラインに保存したり、インターネット接続を介して任意のPCまたは端末からアクセスし、自分が保存した内容を更新する。またRefWorks登録機関のOpenURLリゾルバを組み込むと、先方が購読する学術専門誌（ジャーナル）の電子版を自分のアカウントへリンクできる。
多くの書誌データベースのプロバイダはRefWorksに直接、引用情報をエクスポートする機能を備えている。PubMed他、いったん出典情報をテキスト形式でユーザーのPCに保存させる仕様も採用され、それをRefWorksにインポートして利用する手順を設けた。競合する書誌データベースScopusは2005年、RefWorksと提携契約に入り、2社の製品の連携を強化した。
ユーティリティのうち、RefWorksからMicrosoft Word形式の文書に引用文献のコードを挿入するには、ワードプロセッサ統合型の「Write-N-Cite」（ライト-アンド-サイト）を使い、さらに出力先の文書をフォーマットすると、さまざまな書式の引用を文中に埋め込んだり、引用一覧や参考文献一覧を作成することもできるが、所属組織にアカウント登録して利用にはグループコードの入力が必要。MacOS用には2012年初め、Write-N-Cite（WNC4）の新バージョンをリリース。
2005年にはモジュールを「RefShare」（レフシェア）と名づけ、ユーザーにRefWorksデータベースの全部または一部を公開させるようになった。そのためにデータベースまたはフォルダに対応する読み取り専用のURLを作成している。電子メールで送信したり、ウェブサイトに投稿したりできる上、RefShareフォルダでRSSを有効にすると、新しい引用が追加されてデータベースが更新されるたび、フィードが届く。
https://www.sunmedia.co.jp/refworks-manual/
携帯電話用の「RefMobile」は（レフモバイル）2009年に導入した。
組み込みUIのひとつに「RefGrab-It」（レフグラブイット）があり、Webサイトから書誌情報を取得する。2009年時点で最適化、Amazon、Google Scholar、PubMed、ウィキペディアの他、報道関係でBBCと『USA TODAY』、『ニューヨークタイムズ』、『ロサンゼルスタイムズ』と連携しはじめた。2009年の改訂まで、機能するウェブブラウザは FirefoxおよびInternet Explorer限定であった。
RefWorks-COSが現行のUIであるRefWorks2.0をリリースしたのは2010年である。
ProQuestは2016年に発表したRefWorksから、コンテンツをドラッグアンドドロップでPDF化する機能他を追加、ユーティリティに旧来の#RefGrab-Itではなく「Save to RefWorks」（セーブ・トゥ・レフワークス）を取り入れた。RefWorks 2.0は商品名を「レガシーRefWorks」に変更、利用者はレガシーから新RefWorksにアップグレードする選択肢を示された。

## カナダの大学とアクセス
2004年、オンタリオ大学図書館評議会コンソーシアム（OCUL（英語））は加盟20機関に代わってRefWorksのライセンスを取得し、RefWorksソフトウェアを「Scholars Portal」（スカラーズ・ポータル）に属するデータサーバに搭載して、ライセンス供与されたデジタルリソースのプラットフォームを提供してきた。加盟機関はソフトウェアに加え、所属の利用者アカウントのデータを同じくScholars Portal上のトロント大学のサーバに預ける形態であった。カナダの他の大学図書館もScholars Portalを介してRefWorksのライセンス契約を締結し続けており、それらのデータも前出のサーバに格納された。この措置はCBCニュース (カナダ) の報道によると、アメリカ国内に置いたRefWorksのサーバにあるデータは米国愛国者法の精査の対象であり、その点でアメリカ国民ではない個人（この場合カナダ人）の研究対象に関する情報に生じる脆弱性の可能性を懸念したという。
2015年半ば時点で、OCULはRefWorksのホスト先をカナダ国外にする計画を発表した。カナダの大学図書館の対応は分かれ、自国外のRefWorksサーバへのデータ移行を選択したり、RefWorksへのサブスクリプション中止を選択したりであった。

## 日本の大学とアクセス
以下は発表順の一覧である。
- 慶應義塾大学
  - 看護医療学図書室[22]
- 早稲田大学
  - 大学図書館[23]
- 久留米大学
  - 大学図書館[7]
- 東京経済大学図書館
  - 大学図書館[24]
- 日本看護図書館協会
  - ユーザーとしての試用レポート[25]
  - 文献管理ソフトについて[26]

## 関連資料
発行年順。
- 片岡 真「学術情報マネージメント、ERMS、次世代OPAC」平成20年度国立大学図書館協会地区協会助成事業ワークショップ「大学における研究・教育活動と電子リソース利用の現在」発表資料 平成21年1月29日 広島大学中央図書館ライブラリーホール。
- "Citation Management with RefWorks". A Guide to Using Online Services of the NDL『国際協力関係ニュース』2015年北米日本研究資料調整協議会（NCC）会議発表資料（会期は2015年3月24日～29日。）